# Ghost (filme)
Ghost (bra: Ghost - Do Outro Lado da Vida; prt: Ghost - O Espírito do Amor) é um filme norte-americano de 1990, dos gêneros drama e fantasia romântica, dirigido por Jerry Zucker, com roteiro escrito por Bruce Joel Rubin. O filme é estrelado por Patrick Swayze, Demi Moore, Tony Goldwyn, Rick Aviles e Whoopi Goldberg. A trama gira em torno de Sam Wheat, um bancário assassinado, cujo espírito permanece na terra para proteger sua namorada, Molly Jensen, das mesmas pessoas que o mataram - e para isso conta com a ajuda de Oda Mae Brown, uma excêntrica médium capaz de ouvir sua voz.
Ghost foi lançado nos cinemas dos Estados Unidos em 13 de julho de 1990, tornando-se um sucesso comercial e arrecadando US$ 505 milhões de dólares, com um orçamento de US$ 22-23 milhões, e sendo o filme de maior bilheteria de 1990, e na época de seu lançamento, o terceiro filme de maior bilheteria de todos os tempos. O filme recebeu críticas positivas, com destaque para a trilha sonora e as atuações do elenco.
Ghost teve cinco indicações ao Oscar 1991: melhor filme, melhor trilha sonora original, melhor edição de filme; ganhando o de melhor atriz coadjuvante para Goldberg e o de melhor roteiro original para Rubin.

## História
Sam Wheat é um bancário Nova-iorquino que está passando por uma boa fase em sua vida pessoal e profissional. Ele acaba de se mudar com a noiva, a ceramista Molly Jensen, para um novo loft em Manhattan; enquanto isso, no trabalho, Sam descobre que alguém está desviando dinheiro das contas e promete investigar a situação, confidenciado isso apenas para seu melhor amigo e colega de trabalho, Carl Bruner.
Certa noite, enquanto voltava do teatro com Molly, Sam é atacado por um assaltante que tenta roubar sua carteira. Os dois entram em uma luta corporal, e Sam acaba baleado; enquanto o bandido foge, Sam morre nos braços de Molly; Porém ele fica confuso ao percebeu que está morto e agora é um fantasma, incapaz de tocar ou se comunicar com os outros a sua volta. Um raio de luz brilhante brilha sobre Sam, mas ele fica com Molly e a luz desaparece.
Dias depois, o mesmo homem que matou Sam invade o apartamento de Molly a procura de algo. Sam assusta o gato de Molly, fazendo-o arranhar o rosto do assaltante, que foge. Sam o segue até seu bairro no Brooklyn e descobre que seu nome é Willie Lopez, e que sua morte não foi aleatória, pois Willie está trabalhando para alguém e promete voltar ao apartamento para buscar o que não encontrou.
Após deixar o apartamento de Willie, Sam se depara com o consultório psíquico da charlatã Oda Mae Brown, que, junto de suas irmãs, extorque dinheiro das pessoas, fingindo entrar em contato com seus entes queridos falecidos. Quando Oda Mae ouve realmente a voz de Sam, ela descobre que realmente herdou o verdadeiro dom mediúnico de sua mãe. Sam perturba Oda Mae até ela concordar em procurar Molly e lhe informar sobre Willie. Molly, por sua vez, vai à polícia, mas, depois que eles informam que Willie não tem antecedentes criminais, enquanto Oda possui uma lista extensa por acusações de fraude e identidades falsas, ela desiste, acreditando que foi enganada.
Carl promete a Molly que irá investigar Willie. No entanto, Sam fica furioso ao descobrir que foi o próprio Carl quem mandou Willie atacá-lo para obter sua agenda com senhas bancárias e assim transferir o dinheiro lavado para traficantes de drogas - com os quais Carl se envolveu -, os quais querem que ele transfira todo o dinheiro para uma conta com o nome fictício de "Rita Miller".
Determinado a proteger Molly, Sam procura a ajuda de um espírito suicida atormentado que vive vagando pelos metrôs (que ele havia conhecido ao seguir Willie até seu apartamento) para ensiná-lo a mover objetos comuns com a força da mente. Após ter sucesso, Sam convence Oda Mae (que agora pode ouvir outros espíritos) a se passar por "Rita Miller" e ir ao banco sacar o dinheiro, que ele, em seguida, a faz doar para caridade, contra a vontade dela. Sam começa a assombrar Carl, que fica desesperado ao descobrir que a conta está zerada. Carl visita Molly e descobre que Rita Miller é na verdade Oda Mae.
Carl e Willie vão atrás de Oda Mae para matá-la, mas Sam consegue alerta-la antes, fazendo ela e suas irmãs se refugiarem no apartamento de uma vizinha. Sam assusta Willie, fazendo-o fugir horrorizado para as ruas e ser prensado por um carro e um caminhão. Enquanto Carl foge, Sam presencia demônios emergindo das sombras e arrastando a alma de Willie para o inferno.
Sam e Oda Mae seguem para o apartamento de Molly e finalmente a convencem da presença de Sam após ele fazer uma moeda levitar. Depois que Molly alerta a polícia, Oda Mae permite que Sam possua seu corpo e dance apaixonadamente com Molly uma última vez. Carl invade o apartamento de Molly, mas ela e Oda Mae fogem para o sótão através das escadas de incêndio, enquanto Sam fica temporariamente sem energia por conta da possessão. Carl as persegue e mantém as duas sob a mira de um revólver, exigindo que o fantasma de Sam lhe mostre onde está o dinheiro que Oda Mae sacou do banco. Agora recuperado, Sam desarma Carl, agride-o e derruba um andaime pesado sobre ele. Carl, horrorizado, tenta fugir por uma janela e lança um gancho de guindaste na direção do espírito de Sam; o gancho volta, e quebra a vidraça da janela, cujos vidros empalam Carl, matando-o na hora. As mesmas sombras malignas que levaram a alma de Willie também arrastam a de Carl.
Sam pergunta se Molly e Oda Mae estão bem; Molly agora pode ouvir sua voz. Uma luz cobre o local e o espírito de Sam torna-se visível para ambas. Sam agradece Oda Mae por toda a ajuda e compartilha um adeus emocionado com Molly, declarando-se a ela pela última vez. Com sua missão concluída, Sam caminha em direção à luz.

## Elenco
| Intérprete         | Papel                |
| ------------------ | -------------------- |
| Patrick Swayze     | Sam Wheat            |
| Demi Moore         | Molly Jensen         |
| Whoopi Goldberg    | Oda Mae Brown        |
| Tony Goldwyn       | Carl Brunner         |
| Rick Aviles        | Willie Lopez         |
| Vincent Schiavelli | Fantasma do Metrô    |
| Gail Boggs         | Louise Brown         |
| Armelia McQueen    | Clara Brown          |
| Bruce Jarchow      | Lyle Ferguson        |
| Phil Leeds         | Fantasma do Hospital |
| Stephen Root       | Sargento de Polícia  |
| Laura Drake        | Policial             |
| Charlotte Zucker   | Bancária             |

## Produção

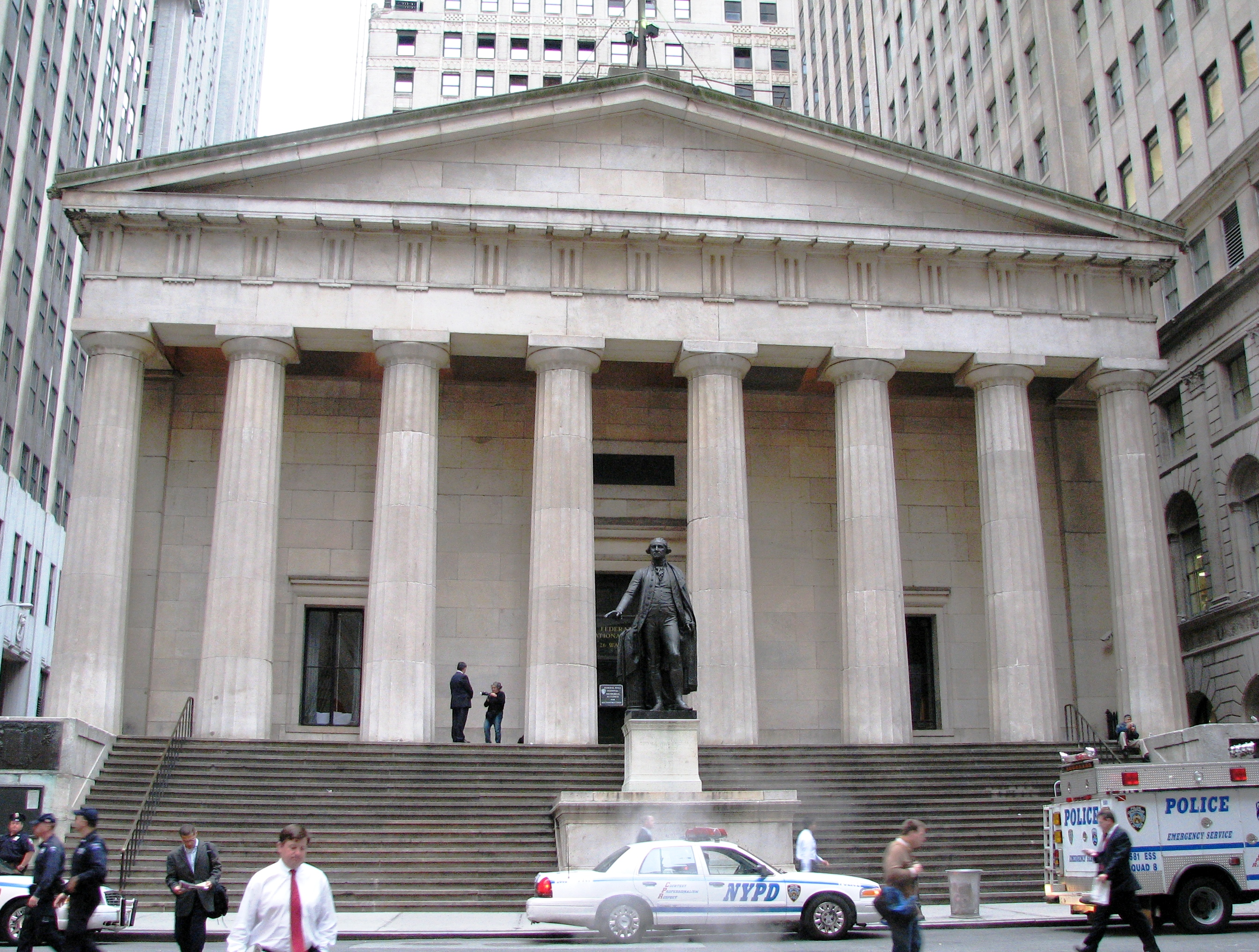
O museu Federal Hall, usado como locação na cena em que Sam e Oda vão ao banco.

As filmagens se iniciaram em julho de 1989. Muitas das cenas internas foram filmadas nos estúdios da Paramount em Los Angeles. O interior do apartamento de Sam e Molly é uma reprodução da casa e do estúdio da artista Michele Oka Doner, que foi construído a partir de uma planta que ela forneceu a equipe, porque ela não autorizou as filmagens em seu loft. As cenas externas foram filmadas na cidade de Nova Iorque, mais precisamente em Bedford-Stuyvesant, SoHo e Wall Street, por cerca de cinco semanas. O filme apresenta cerca de cem tomadas de efeitos especiais. O famoso corte de cabelo 'Joãozinho (boy cut)' usado por Demi Moore no filme foi produzido pelo cabeleireiro John Sahag.
Ghost foi o primeiro filme que Jerry Zucker dirigiu sozinho, bem como seu primeiro filme dramático. Anteriormente, ele era conhecido dirigir filmes de paródia. A escolha de Zucker como diretor preocupou Bruce Joel Rubin, que temia que seu romance sobrenatural sério fosse transformado em uma comédia ao estilo Beetlejuice (1988); a preocupação foi descartada após as primeiras reuniões entre eles. Zucker afirmou que sua decisão de dirigir o filme não foi tomada para se distanciar das comédias ou para marcar uma nova fase em sua carreira, ele apenas estava "procurando um bom filme para dirigir". Ele definiu o filme como uma grande "montanha russa", na qual você ri, chora e se assusta.
Rubin ressaltou que "queria contar uma história de fantasmas através da perspectiva do próprio fantasma": "Um dia, eu estava assistindo a uma peça de Hamlet, que começa com o fantasma do pai de Hamlet dizendo: 'Vingue minha morte'", lembrou. “Eu pensei, 'Uau, vamos transpor isso para o século 20; seria uma história interessante.' E a ideia surgiu." O filme também foi inspirado na obra Macbeth, de William Shakespeare, na qual o invejoso Macbeth arquiteta a morte do melhor amigo Banquo, passando a ser assombrado pelo espírito deste.
Os atores Harrison Ford, Michael J. Fox, Paul Hogan, Tom Hanks, Kevin Bacon, Kevin Kline, Alec Baldwin e Tom Cruise foram considerados para o papel de Sam Wheat. Bruce Willis, marido de Demi Moore na época, recusou o papel de Sam por não entender o roteiro, arrependendo-se dessa decisão anos depois. Michelle Pfeiffer, Molly Ringwald, Meg Ryan, Julia Roberts e Nicole Kidman foram consideradas para o papel de Molly Jensen. Tina Turner e Oprah Winfrey fizeram testes para o papel de Oda Mae Brown; enquanto Patti LaBelle, Jackée Harry e Teresa Wright foram consideradas para interpretá-la. De acordo com Goldberg, os produtores inicialmente não estavam interessados em escalá-la como Oda Mae, até Swayze os convencer do contrário e ameaçar deixar o projeto caso ela não fosse escalada.

## Recepção
Ghost tem uma taxa de aprovação de 76% com base em 78 avaliações profissionais no site Rotten Tomatoes, com uma classificação média de 6,9/10. Seu consenso crítico diz: "Ghost oferece aos espectadores um romance pungente ao mesmo tempo em que mistura elementos de comédia, terror e mistério, tudo se somando a um dos sucessos mais duradouros de sua época." No site Metacritic, o filme tem uma média de 52/100, com base em 17 críticos, indicando "avaliações mistas ou médias". O público pesquisado pelo CinemaScore deu ao filme uma nota média de "A" em uma escala de A+ a F.
O critico Roger Ebert deu a Ghost duas e meia de quatro estrelas em sua crítica para o Chicago Sun-Times.  A revista Variety chamou o filme de "uma criação estranha - às vezes quase sufocando em melancolia artística, outras vezes se desviando para uma diversão boa e maluca". Embora o filme tenha recebido criticas por apresentar novamente o estereótipo do negro místico com a personagem Oda Mae Brown, Whoopi Goldberg teve a performance mais elogiada do elenco; Janet Maslin em sua revisão para o The New York Times comenta, "Ms. Goldberg interpreta um personagem de espanto, irritação e grande presente para voltar falar com o punho. Esta é uma daquelas raras ocasiões em que a inclassificável Sra. Goldberg encontrou um papel que realmente combina com ela". Goldberg ganhou um Óscar, Bafta e Globo de Ouro por sua performance.

## Lançamento

### Bilheteria
Ghost estava originalmente programado para ser lançado em 27 de julho de 1990, mas sua data de lançamento foi antecipada duas semanas antes, para 13 de julho de 1990. O filme se tornou um sucesso inesperado de bilheteria, arrecadando 505 702 588 dólares, com um orçamento de 22-23 milhões de dólares. Foi o filme de maior bilheteria de 1990.
Nos Estados Unidos, o longa ocupou a segunda posição durante seu primeiro fim de semana, atrás de Die Hard 2, e liderou as bilheterias durante seu segundo fim de semana. O filme normalmente ocuparia as duas primeiras posições nas bilheterias por dois meses e também permaneceria entre os cinco primeiros até novembro de 1990. Ele passou oito semanas consecutivas em primeiro lugar nas bilheterias do Reino Unido e se tornou o filme de maior bilheteria de todos os tempos na época, com uma arrecadação de £ 23,3 milhões. No Brasil arrecadou 17 041 632 dólares e em Portugal 602 695 dólares.

### Home Vídeo
Ghost foi lançado em VHS e LaserDisc nos Estados Unidos em 21 de março de 1991, e na primeira semana vendeu 646.000 cópias em VHS, e 66.040 em LaserDiscs, um recorde para a época. O filme também foi o mais alugado nos Estados Unidos em 1991, e gerou uma receita bruta de US$ 40 milhões dólares para a Paramount.

## Prêmios e indicações
| Prêmio/evento      | Categoria                         | Recipiente                        | Resultado |
| ------------------ | --------------------------------- | --------------------------------- | --------- |
| Oscar 1991         | Melhor filme                      | Melhor filme                      | Indicado  |
| Oscar 1991         | Melhor atriz coadjuvante          | Whoopi Goldberg                   | Venceu    |
| Oscar 1991         | Melhor roteiro original           | Bruce Joel Rubin                  | Venceu    |
| Oscar 1991         | Melhor edição                     | Walter Murch                      | Indicado  |
| Oscar 1991         | Melhor trilha sonora              | Maurice Jarre                     | Indicado  |
| BAFTA 1991         | Melhor atriz coadjuvante          | Whoopi Goldberg                   | Venceu    |
| BAFTA 1991         | Melhor roteiro original           | Bruce Joel Rubin                  | Indicado  |
| BAFTA 1991         | Melhor maquiagem e caracterização | Ben Nye Jr.                       | Indicado  |
| BAFTA 1991         | Melhores efeitos visuais          | Eric Stewart                      | Indicado  |
| Globo de Ouro 1991 | Melhor filme - comédia ou musical | Melhor filme - comédia ou musical | Indicado  |
| Globo de Ouro 1991 | Melhor atriz - comédia ou musical | Demi Moore                        | Indicado  |
| Globo de Ouro 1991 | Melhor ator - comédia ou musical  | Patrick Swayze                    | Indicado  |
| Globo de Ouro 1991 | Melhor ator coadjuvante           | Whoopi Goldberg                   | Venceu    |

## Música
A trilha sonora do filme foi composta pelo francês Maurice Jarre, cuja obra foi indicada ao oscar de melhor trilha sonora original de 1991 (perdendo para John Barry em Dances with Wolves).  A trilha sonora também contou com a canção de "Unchained Melody", composta por Alex North e Hy Zaret, em 1955. Em Ghost, a canção aparece tanto na forma instrumental quanto vocal, sendo esta última a versão gravada por Bobby Hatfield do The Righteous Brothers em 1965. O álbum recebeu certificado de platina nos EUA e foi indicado ao Oscar de Melhor Trilha Sonora Original.
O álbum da trilha sonora foi lançado mundialmente pela Milan Records, mas licenciado para Varèse Sarabande na América do Norte. Foi relançado com duas faixas extras em 1995, e mais tarde como parte da série Silver Screen Edition da Milan com as faixas extras, além de uma entrevista com Jarre.

## Legado

### Cena Clássica
A cena romântica entre Sam e Molly em uma roda de oleiro tornou-se famosa, e ficou conhecida como "um dos momentos mais emblemáticos da história da cinema". Também foi frequentemente parodiada, como na comédia The Naked Gun 2½: The Smell of Fear, na animação britânica Wallace & Gromit: A Matter of Loaf and Death, e nas séries Two and a Half Men e Family Guy.

### Remake Japonês
Em 13 de novembro de 2010, a Paramount Pictures e a Shochiku lançaram um remake japonês de Ghost, intitulado Ghost: In Your Arms Again (ゴースト もういちど 抱きしめ たい, Gōsuto Mouichido Dakishimetai). O remake é estrelado por Nanako Matsushima e Song Seung-heon, juntamente com a atriz veterana Kiki Kirin.

### Musical
Ghost, O Musical, teve sua estreia mundial no Manchester Opera House em Manchester, Inglaterra, em 28 de março de 2011. Em seguida estreou em West End de Londres, Inglaterra em 19 de julho, com temporada encerrada em outubro de 2012. A estreia na Broadway em Nova York, ocorreu em abril de 2012, sendo a temporada encerrada em 18 de agosto de 2012. O musical esteve em turnê no Reino Unido e nos Estados Unidos em 2013. Em 2016, o musical ganhará montagem no Brasil, com os atores André Loddi e Giulia Nadruz nos papeis principais.

### Remake
Em 17 de janeiro de 2023, foi anunciado que o ator Channing Tatum e sua empresa, Free Association, adquiriram os direitos do filme da Paramount. Tatum anunciou planos de produzir e estrelar um remake do filme, com ele mesmo escalado para o papel de Swayze.